# Eva-Maria Hagen
Pour les articles homonymes, voir Hagen.
Eva-Maria Hagen, née Eva-Maria Bucholz le 19 octobre 1934 à Költschen en Allemagne (aujourd'hui Kołczyn en Pologne) et morte le 16 août 2022 à Hambourg, est une actrice et cantatrice est-allemande puis allemande,, surnommé « la Brigitte Bardot de RDA. »

## Biographie

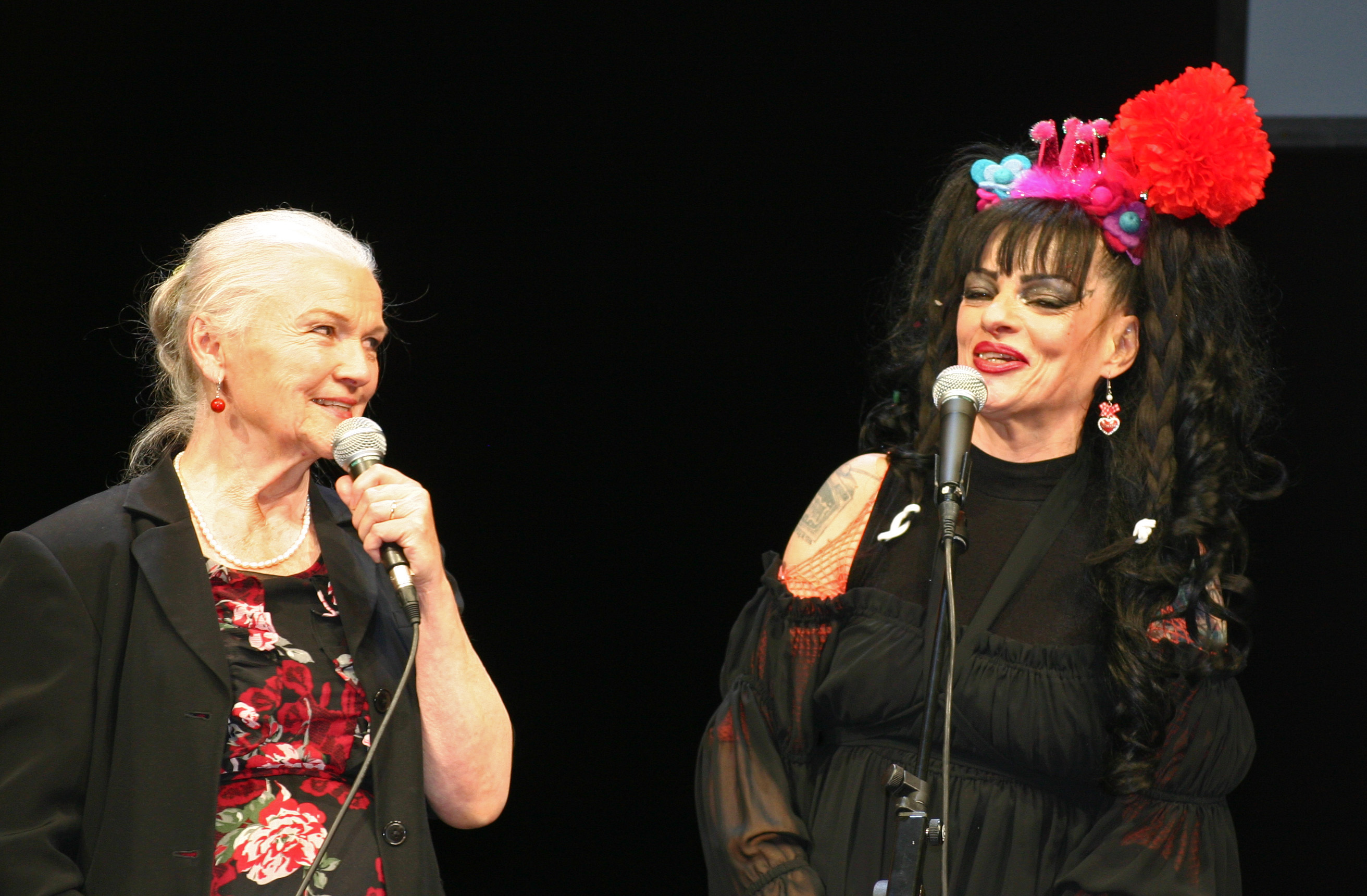
Eva-Maria et Nina Hagen en 2013.

En 1952, elle épouse le journaliste et écrivain Hans Oliva-Hagen. En 1955, le couple donne naissance a une fille, la future chanteuse Nina Hagen, puis divorce deux ans plus tard. En 1966, Eva-Maria Hagen se marie avec le chanteur Wolf Biermann. 

## Filmographie

### Télévision
- 1960 : Immer am Weg dein Gesicht (de)
- 1960 : Liebe auf den letzten Blick
- 1962 : Das grüne Ungeheuer (de)
- 1962 : Zum goldenen Anker : Fanny
- 1965 : Wolf unter Wölfen (de)
- 1968 : Stunde des Skorpions (de)
- 1972 : Polizeiruf 110: Die Maske (de)
- 1972 : Polizeiruf 110: Minuten zu spät (de)
- 1973 : Polizeiruf 110: Siegquote 180 (de)
- 1975 : Heiraten/weiblich
- 1982 : Heimkehr nach Deutschland
- 1999 : Eine Jugendsünde
- 1999 : Die Seherin
- 1999 : Für die Liebe ist es nie zu spät
- 2000 : Familiengeschichte – Die Hagens
- 2005–2006 : 4 gegen Z
- 2005 : Nimm Dir Dein Leben – eine Heimatkomödie aus Sachsen Anhalt
- 2008 : Das Glück am Horizont
- 2012 : Fliegen lernen